# Vahida Maglajlić
Vahida Maglajlić, née le 17 avril 1907 et morte le 1er avril 1943, est une partisane yougoslave reconnue comme héroïne du peuple de Yougoslavie pour son rôle dans la lutte contre les puissances de l'Axe pendant la Seconde Guerre mondiale. Elle est la seule femme musulmane bosniaque à recevoir ce titre. 
Née d'un cadi de Banja Luka, Maglajlić se voit refuser des études supérieures par son père. Elle prend alors part à diverses causes sociales et humanitaires, y compris les droits des femmes. Après l'invasion de la Yougoslavie par l'Axe en avril 1941, la Bosnie devient une partie intégrante de l'État indépendant de Croatie, un État fantoche fasciste. Maglajlić entre au Parti communiste de Yougoslavie en mai et rejoint le mouvement croissant de résistance partisane. Son statut social élevé lui permet d'être discrète et d'équiper des partisans locaux pendant plusieurs mois, mais elle est finalement découverte par les autorités et envoyée en prison. Après des mois de torture, Maglajlić s'échappe et rejoint les partisans. Elle est une personnalité politique influente en Bosanska Krajina jusqu'à sa mort au combat face aux troupes allemandes à Mala Krupska Rujiška. 
Après la guerre, ses restes sont exhumés et enterrés au cimetière Partisan de Banja Luka. Son image est affichée sur la couverture de tracts distribués par l'Organisation de libération de la Palestine, qui cherche à la promouvoir comme un exemple pour les femmes palestiniennes. 

## Famille, éducation et activisme
Vahida Maglajlić est née le 17 avril 1907 à Banja Luka, en Bosnie-Herzégovine, alors une condominium occupée par l'Autriche-Hongrie et qui deviendra plus tard une partie du royaume de Yougoslavie,. Elle est issue d'une famille musulmane éminente, l'aînée des dix enfants du cadi Muhamed Maglajlić, président du tribunal de la charia de Banja Luka, et de son épouse Ćamila. Le ménage compte sept femmes et quinze hommes, les grands-parents paternels, tantes, oncles et cousins de Maglajlić partageant la maison familiale. Enfant, Maglajlić joue avec des balais plutôt qu'avec des poupées, prétendant qu'il s'agit en fait de fusils et de chevaux. Elle préfère également les garçons comme camarades de jeu, mais doit bientôt assumer la responsabilité de ses huit frères et d'une sœur beaucoup plus jeune. 
Maglajlić manifeste son intérêt pour le travail manuel depuis la petite enfance, et ses parents décident donc de l'inscrire dans une école professionnelle pour femmes dans sa ville natale après maktab (l'école élémentaire). À l'époque, peu de filles musulmanes de Bosnie fréquentent l'école laïque. Maglajlić aspire à poursuivre ses études à Zagreb et à devenir enseignante, mais son père considère qu'il n'est pas approprié de scolariser ses filles loin de chez elles et refuse de la laisser partir. Maglajlić dirige ainsi la maison familiale jusqu'au début de la Seconde Guerre mondiale. 

Bien qu'elle n'ait pas poursuivi ses études, Maglajlić se familiarise avec le marxisme et le mouvement ouvrier par le biais de ses frères, qui ont étudié à Sarajevo et à Zagreb. Elle est parmi les premières femmes musulmanes bosniaques à faire partie du mouvement syndical et, grâce à lui, elle s'implique plus étroitement dans le mouvement des droits des femmes. Elle est aussi active au sein du Secours rouge international et préside ensuite l'organisation de femmes de Banja Luka. Son père lui permet alors d'arrêter de porter son voile, mais elle scandalise sa famille et les habitants en se coupant les cheveux courts. Maglajlić reçoit des offres de mariage mais à la condition qu'elle quitte son activisme et décide donc de ne jamais se marier. Elle confie à sa belle-sœur Ruža que le seul homme qu'elle pourrait épouser est celui avec qui elle sortait, mais ses parents sont peu susceptibles d'approuver parce qu'il était chrétien orthodoxe. 

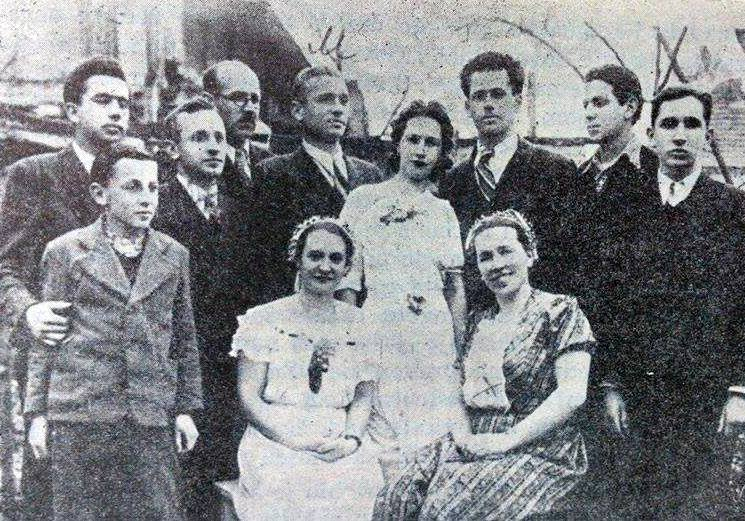
Le mariage de la sœur de Vahida et de Fadil Šerić, le 12 avril 1940. Les frères et sœurs de Šerić et Vahida sont debout ; Vahida (à droite) et sa belle-sœur sont assises.

## Deuxième Guerre mondiale

### Mouvement de résistance
La Seconde Guerre mondiale éclate en septembre 1939 ; la Yougoslavie est envahie par les puissances de l'Axe un an et demi plus tard, et l'État indépendant de Croatie (serbo-croate : Nezavisna Država Hrvatska ou NDH) est créé le 10 avril 1941. L'État fantoche fasciste, le NDH incorpore toute la Bosnie-Herzégovine, presque toute la Croatie et certaines parties de la Serbie. Maglajlić commence immédiatement à organiser la résistance aux autorités de la NDH. En mai 1941, elle entre officiellement au Parti communiste de Yougoslavie, alors interdit malgré les réticences de son père au sujet de l'attitude de l'organisation envers la religion. Néanmoins, les atrocités de la NDH contre les Bosniaques l'incitent à soutenir le mouvement de résistance. Soupçonnant sa loyauté envers le nouveau régime, les Oustachis forcent le père de Maglajlić à se retirer de son poste de juge de la charia. 
Maglajlić peut profiter de la haute réputation de son père en tant que cadi pour héberger des communistes dans leur maison, organiser leur transfert vers les zones libérées et rassembler des fournitures médicales, des vêtements, des armes et des munitions,. En maintenant un réseau élaboré de contacts secrets, de points de contrôle et de logements, elle devient l'une des partisanes les plus fiables de Banja Luka. Elle demande à sa mère de préparer des vivres pour les partisans et leur fournit des équipements tels que des émetteurs radio en convainquant les familles serbes, musulmanes et juives de Banja Luka de faire don de leurs biens au mouvement de résistance plutôt que de les voir confisqués par les Oustachis. Le statut social dont elle jouit en tant que membre de l'une des familles les plus respectables de la ville encourage grandement d'autres musulmans de Banja Luka à rejoindre les partisans. 
Les Oustachis découvrent finalement les activités de Maglajlić, mais l'arrêter en public signifie risquer une révolte importante parmi la population musulmane. Elle estinvitée à se présenter à la milice Oustachis en octobre 1941 et l'occasion de l'appréhender tranquillement est saisie. Pendant les deux mois qu'elle passe en prison, Maglajlić est interrogée sous la torture dans le but d'avoir des informations sur les partisans et son réseau. Parce qu'elle garde le silence, les autorités décident de l'envoyer à Zagreb. Le 20 décembre 1941, jour du transfert, Maglajlić réussit à s'échapper de la prison avec une amie, Danica Marić. Les deux femmes passent plusieurs jours à se cacher au domicile du père de Maglajlić avant de s'installer sur le territoire tenu par les partisans sur le mont Čemernica (Serbie) (en). Le 31 décembre 1941, elles rejoignent les rangs des partisans. Ses frères ont déjà rejoint les guérilleros ; deux se sont retrouvés en prison, tandis que son père est envoyé dans un camp de concentration en 1942. 

### Politique et guérilla

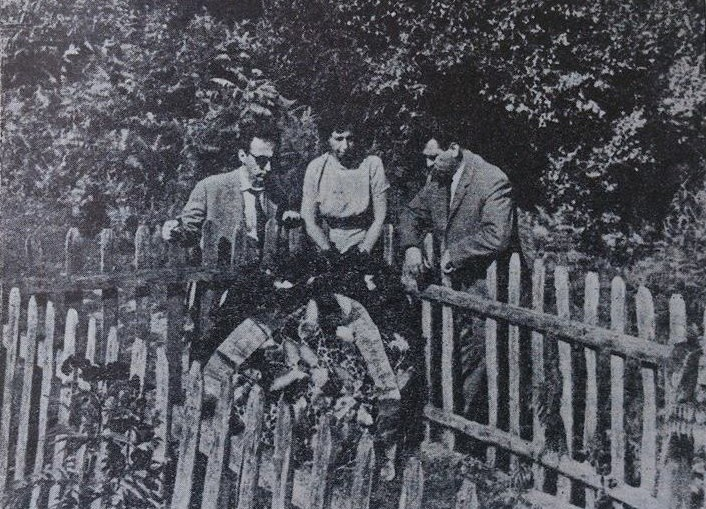
La sœur et les frères de Maglajlić sur sa tombe à Mala Krupska Rujiška en 1963.

Peu de temps après avoir atteint le territoire libéré, Maglajlić se lance dans la politique. Elle travaille avec les habitants de Kozara, Grmeč et Cazin, principalement avec des femmes. Son influence est la plus notable parmi les femmes musulmanes de Cazin, et sa carrière politique culmine avec son élection au Comité central du Front antifasciste des femmes de Bosnie-Herzégovine (en) le 6 décembre 1942,. Elle représente les communistes à Sanski Most et Bosanski Novi jusqu'en janvier 1943, lorsque la quatrième offensive ennemie la force à battre en retraite, quittant le monde Šator pour rejoindre Glamoč et Livno. Elle termine sa fuite à Bosanska Krajina et retourne à Bosanski Novi. 
Avec le reste de la 12e brigade de Krajina, Maglajlić arrive à Mala Krupska Rujiška dans l'après-midi du 31 mars. Elle et ses compagnons partisans sont réveillés par des coups de feu tôt le matin du 1er avril, après avoir été encerclés par les Allemands. Les Partisans tentent de s'évader et de se réfugier sur une colline voisine, mais Maglajlić ne réussit pas à atteindre la colline et est abattu d'une balle dans le dos lors des tirs croisés qui suivent. Les partisans survivants reviennent plus tard dans la journée pour récupérer les corps de leurs 28 camarades tombés, dont Maglajlić, et les enterrer dans le village. Après la guerre, ses restes sont inhumés au cimetière des partisans de Banja Luka, où ils se trouvent encore à ce jour. 

## Héritage
Le 20 décembre 1951, Maglajlić est reconnu comme héroïne du peuple de Yougoslavie. Elle est la seule femme musulmane bosniaque à avoir reçu cette distinction,. La même reconnaissance est accordée au beau-frère de Maglajlić, qui est tué au combat deux mois après elle. L'image de Maglajlić est utilisée sur les couvertures de tracts distribués par l'Organisation de libération de la Palestine, qui l'a promue comme modèle pour les femmes palestiniennes. 

## Voir également
- Marija Bursać, une autre femme partisane de Bosnie et héroïne du peuple de Yougoslavie